# Không giới hạn - Sasuke Việt Nam (mùa 2)
Không giới hạn - Sasuke Việt Nam 2016 (hay Sasuke Việt Nam 2016) là mùa thứ hai của chương trình Không giới hạn - Sasuke Việt Nam do Đài Truyền hình Việt Nam thực hiện, phát sóng trên kênh VTV3 từ ngày 19 tháng 5 đến 29 tháng 9 năm 2016. Mùa này đã có những sự thay đổi đáng kể so với mùa thứ nhất về các chướng ngại vật, về độ khó cũng như về trình độ người chơi.
Nhà vô địch mùa này là Lê Văn Thực, một huấn luyện viên thể hình đến từ Vĩnh Phúc. Anh đã chinh phục thành công đỉnh tháp Midoriyama với thời gian còn lại là 6 giây 44.

## Vòng loại
Kế hoạch tổ chức vòng loại của mùa thứ hai đã được thông báo từ tháng 10 năm 2015, với 4 địa điểm chính thức tại TP.HCM (14-15 tháng 11), Hà Nội (21-22 tháng 11), Đà Nẵng (28-29 tháng 11) và Bình Dương (3 tháng 1 năm 2016). Số lượng thí sinh tham dự vòng loại mùa này đã tăng đến hơn 1.500 người, so với mùa đầu tiên chỉ khoảng 900 thí sinh.

## Vòng chung kết

### Stage 1
Không giới hạn thời gian, 100 thí sinh nhanh nhất được đi tiếp.

#### Stage 1A
1. Nhảy 4 bước (Godantobi)
2. Bám trụ (Log Grip)
3. Tránh búa qua cầu (Hammer Dodge)
4. Người nhện nhảy (Jumping Spider)
5. Tarzan đu dây (Tarzan Rope)
6. Tiều phu về đích (Lumberjack Climb)

| Hạng | Thí sinh             | Thành tích |
| ---- | -------------------- | ---------- |
| 1    | Nguyễn Phước Huynh   | 00:42.32   |
| 2    | Nguyễn Đức Thọ       | 00:46.04   |
| 3    | Trương Văn Lộc       | 00:52.10   |
| 4    | Đỗ Văn Quang         | 00:52.62   |
| 5    | Vũ Văn Đạt           | 00:53.02   |
| 6    | Phan Thanh Chiến     | 00:54.45   |
| 7    | Nguyễn Thanh Phong   | 00:54.61   |
| 8    | Trần Thanh Bào Đệ    | 00:56.88   |
| 9    | Trịnh Văn Thắng      | 00:57.78   |
| 10   | Bùi Huy Tùng         | 00:58.02   |
| 11   | Luân Từ Lạng         | 00:59.64   |
| 12   | Trần Văn Anh         | 01:00.06   |
| 13   | Nguyễn Văn Tùng      | 01:07.69   |
| 14   | Nguyễn Công Ninh     | 01:08.13   |
| 15   | Lê Văn Phong         | 01:09.65   |
| 16   | Lê Thu Hoài          | 01:11.76   |
| 17   | Vũ Trí Mạnh          | 01:12.07   |
| 18   | Trần Vương Bảo       | 01:12.47   |
| 19   | Nguyễn Việt Dũng     | 01:13.11   |
| 20   | Võ Quế Lâm           | 01:13.21   |
| 21   | Hà Văn Minh          | 01:16.20   |
| 22   | Trần Hùng            | 01:16.26   |
| 23   | Lưu Văn Tú           | 01:16.70   |
| 24   | Quàng Văn Hoàn       | 01:17.52   |
| 25   | Phạm Thế Hoàn        | 01:20.18   |
| 26   | Lê Tiến Hiệp         | 01:20.44   |
| 27   | Hồ Văn Hoài          | 01:20.88   |
| 28   | Lại Văn Tuynh        | 01:21.73   |
| 29   | Nguyễn Huỳnh Vũ      | 01:22.57   |
| 30   | Nguyễn Hoàng Thạch   | 01:24.59   |
| 31   | Đoàn Thanh Huy       | 01:29.49   |
| 32   | Phùng Viết Linh      | 01:30.71   |
| 33   | Đặng Nguyễn Ngọc Phú | 01:32.56   |
| 34   | Nguyễn Văn Khởi      | 01:42.83   |
| 35   | Thái Văn Định        | 01:55.58   |

#### Stage 1B
1. Nhảy 4 bước (Godantobi)
2. Bám trụ (Log Grip)
3. Cầu nhím (Hedgehog)
4. Cú nhảy phi thường (Giant Swing)
5. Trượt vòng (Circle Slider)
6. Thang lưới (Rope Ladder)

| Hạng | Thí sinh              | Thành tích |
| ---- | --------------------- | ---------- |
| 1    | David Campbell        | 00:39.13   |
| 2    | Lê Văn Đại            | 00:43.09   |
| 3    | Lê Văn Thực           | 00:44.51   |
| 4    | Nguyễn Ngọc Tú        | 00:44.71   |
| 5    | Mike Bernardo         | 00:45.08   |
| 6    | Nguyễn Trọng Nhân     | 00:45.41   |
| 7    | Alvin Tan CK          | 00:45.68   |
| 8    | Nguyễn Quang Minh     | 00:45.83   |
| 9    | Alex Krumland         | 00:45.88   |
| 10   | Mat Redho             | 00:46.01   |
| 11   | Nguyễn Văn Đức        | 00:46.16   |
| 12   | Đinh Hải Thành        | 00:46.84   |
| 13   | Reko Rivera           | 00:47.15   |
| 14   | Brian Wilczewski      | 00:48.43   |
| 15   | Nguyễn Xuân Tứ        | 00:48.78   |
| 16   | Trương Hùng Cường     | 00:49.36   |
| 17   | Chunmin Yang          | 00:50.49   |
| 18   | Naoyuki Araki         | 00:50.53   |
| 19   | Nguyễn Chí Đức        | 00:51.34   |
| 20   | Lê Văn Hưng           | 00:51.37   |
| 21   | Derek Wayne Miyamoto  | 00:51.47   |
| 22   | Wang Jung An          | 00:51.87   |
| 23   | Nguyễn Nhật Trường    | 00:52.85   |
| 24   | Brian Kretsch         | 00:53.16   |
| 25   | Nguyễn Danh Trầm      | 00:53.27   |
| 26   | Nguyễn Huy Hạnh       | 00:53.34   |
| 27   | Matthew Howard Heller | 00:53.72   |
| 28   | Nguyễn Đình Hưng      | 00:53.84   |
| 29   | Perry Oosterlee       | 00:54.02   |
| 30   | Chu Văn Bản           | 00:55.05   |
| 31   | Phạm Văn Đạt          | 00:56.28   |
| 32   | Chang Yi-Ming         | 00:56.74   |
| 33   | Felix Chu             | 00:56.83   |
| 34   | Bùi Xuân Nguyên       | 00:57.48   |
| 35   | Dương Văn Thắng       | 00:57.65   |
| 36   | Nguyễn Hoàng Anh      | 00:57.76   |
| 37   | Nguyễn Văn Thuỳ       | 00:57.78   |
| 38   | Phạm Văn Đủ           | 01:01.65   |
| 39   | Shuta Nishimura       | 01:02.34   |
| 40   | Nghiêm Minh Thành     | 01:02.66   |
| 41   | Seren Murayama        | 01:04.42   |
| 42   | Lee En-Chih           | 01:05.17   |
| 43   | Satoru Kishida        | 01:10.40   |
| 44   | Liao Long-Zhun        | 01:11.11   |
| 45   | Trần Đại Nghĩa        | 01:11.96   |
| 46   | Hiroshi Miyamoto      | 01:14.10   |
| 47   | An Xuân Đoàn          | 01:21.21   |
| 48   | Mai Tố Linh           | 01:21.83   |
| 49   | Vũ Tư Bản             | 01:22.12   |
| 50   | Nguyễn Văn Hiếu       | 01:22.44   |
| 51   | Grace Jones           | 01:39.39   |
| 52   | T-REX                 | 03:01.32   |

### Stage 2
- Thời gian giới hạn: 100 giây.
- Các thử thách:

1. Cú trượt gian nan (Cross Slider)
2. Cầu chữ X (Bridge of Blades)
3. Bật tường đu dây qua hào nước (Half-Pipe Attack)
4. Thang cá hồi (Salmon Ladder)
5. Cầu treo (Unstable Bridge)
6. Tường cong (Double Warped Wall)

- 5 thí sinh có thời gian còn lại nhiều nhất (được đánh dấu bằng chữ in đậm) sẽ nhận được phần thưởng trị giá 10 triệu đồng.

| Hạng | Thí sinh           | Thời gian còn lại |
| ---- | ------------------ | ----------------- |
| 1    | Lê Văn Đại         | 00:59.00          |
| 2    | Đỗ Văn Quang       | 00:55.82          |
| 3    | Nguyễn Quang Minh  | 00:49.08          |
| 4    | Nguyễn Xuân Tứ     | 00:48.49          |
| 5    | Wang Jung An       | 00:47.87          |
| 6    | Lê Văn Thực        | 00:46.02          |
| 7    | Mike Bernardo      | 00:45.78          |
| 8    | Trần Văn Anh       | 00:44.86          |
| 9    | David Campbell     | 00:44.40          |
| 10   | Nguyễn Đức Thọ     | 00:44.11          |
| 11   | Alex Krumland      | 00:43.03          |
| 12   | Bùi Huy Tùng       | 00:42.81          |
| 13   | Nguyễn Ngọc Tú     | 00:42.05          |
| 14   | Nguyễn Đình Hưng   | 00:40.69          |
| 15   | Brian Wilczewski   | 00:39.73          |
| 16   | Vũ Văn Đạt         | 00:39.08          |
| 17   | Nguyễn Huy Hạnh    | 00:38.46          |
| 18   | Nguyễn Nhật Trường | 00:38.01          |
| 19   | Naoyuki Araki      | 00:37.97          |
| 20   | Mat Redho          | 00:34.46          |
| 21   | Trần Thanh Bào Đệ  | 00:33.00          |
| 22   | Nguyễn Phước Huynh | 00:31.24          |
| 23   | Lê Văn Hưng        | 00:31.02          |
| 24   | Perry Oosterlee    | 00:29.96          |
| 25   | Chu Văn Bản        | 00:28.64          |
| 26   | Nguyễn Việt Dũng   | 00:27.31          |
| 27   | Phan Thanh Chiến   | 00:27.08          |
| 28   | Phạm Thế Hoàn      | 00:24.89          |
| 29   | Lee En-Chih        | 00:23.15          |
| 30   | Nguyễn Văn Khởi    | 00:21.03          |
| 31   | Nguyễn Thanh Phong | 00:19.73          |
| 32   | Brian Kretsch      | 00:18.40          |
| 33   | Dương Văn Thắng    | 00:15.64          |
| 34   | Vũ Trí Mạnh        | 00:15.22          |
| 35   | Hiroshi Miyamoto   | 00:14.68          |
| 36   | Chunmin Yang       | 00:10.29          |
| 37   | Alvin Tan CK       | 00:07.30          |
| 38   | Mai Tố Linh        | 00:03.02          |

### Stage 3
- Không giới hạn thời gian, giữa các thử thách có 1 phút nghỉ ngơi. Mỗi thử thách được thực hiện lại 3 lần (khi không rơi xuống nước hoặc phạm luật).
- Các thử thách:

1. Đường zigzag (Pole Maze)
2. Cầu quay (Spinning Bridge)
3. Lật xúc xắc (Rumbling Dice)
4. Cú nhảy của nhện (Spider Flip)
5. Đu người trên vách (Cliffhanger Kai)
6. Trượt ống (Pipe Slider)

- 3 thí sinh có thành tích tốt nhất (được đánh dấu bằng chữ in đậm) sẽ nhận được phần thưởng trị giá 30 triệu đồng.

| Hạng | Thí sinh           | Thành tích |
| ---- | ------------------ | ---------- |
| 1    | Đỗ Văn Quang       | 03:02.87   |
| 2    | Vũ Văn Đạt         | 04:13.36   |
| 3    | Nguyễn Phước Huynh | 04:32.83   |
| 4    | Chu Văn Bản        | 04:55.75   |
| 5    | Mat Redho          | 05:20.29   |
| 6    | Nguyễn Việt Dũng   | 05:25.95   |
| 7    | Naoyuki Araki      | 05:57.95   |
| 8    | Mike Bernardo      | 06:08.89   |
| 9    | David Campbell     | 06:14.53   |
| 10   | Nguyễn Huy Hạnh    | 06:45.55   |
| 11   | Lê Văn Thực        | 07:09.90   |
| 12   | Vũ Trí Mạnh        | 07:34.61   |

### Stage 4
Thí sinh chỉ có 30 giây để leo lên đỉnh tháp Midoriyama, gồm:
1. Tường nhện (Spider Climb) (12m)
2. Leo dây (Tsuna Nobori) (12m)

Đã có 12 thí sinh đến với vòng này, nhưng chỉ có 3 người chinh phục thành công đỉnh Midoriyama. Người chinh phục đỉnh tháp nhanh nhất là Lê Văn Thực, một huấn luyện viên thể hình đến từ Vĩnh Phúc, với thời gian còn lại là 6 giây 44; qua đó trở thành nhà vô địch Sasuke Việt Nam mùa 2 với giải thưởng 800 triệu đồng.
Ngoài ra, hai thí sinh khác là David 'Godfather' Campbell và Nguyễn Phước Huynh cũng đã hoàn thành cả 4 stage để đạt được chiến thắng chung cuộc trong Sasuke Việt Nam.  
| Hạng | Thí sinh           | Thời gian còn lại |
| ---- | ------------------ | ----------------- |
| 1    | Lê Văn Thực        | 00:06.44          |
| 2    | David Campbell     | 00:00.73          |
| 3    | Nguyễn Phước Huynh | 00:00.64          |

## Phần thi của khách mời
| Tập | Khách mời                    | Nghề nghiệp          | Thành tích                              |
| --- | ---------------------------- | -------------------- | --------------------------------------- |
| 1   | Trương Quốc Bảo              | Ca sĩ, MC            | Bị loại ở "Người nhện nhảy", Stage 1    |
| 1   | Trần Thị Nhã Phương          | Diễn viên            | Bị loại ở "Nhảy 4 bước", Stage 1        |
| 2   | Hiếu Nguyễn                  | Diễn viên            | Bị loại ở "Người nhện nhảy", Stage 1    |
| 3   | Quốc Minh (Minh Xù)          | Ca sĩ, MC            | Bị loại ở "Người nhện nhảy", Stage 1    |
| 4   | Trương Nam Thành             | Diễn viên, người mẫu | Bị loại ở "Bám trụ", Stage 1            |
| 5   | Trần Chí Thiện               | Ca sĩ                | Bị loại ở "Cầu nhím", Stage 1           |
| 6   | Vũ Phạm Diễm My (Diễm My 9x) | Diễn viên            | Bị loại ở "Nhảy 4 bước", Stage 1        |
| 6   | Nguyễn Lan Phương            | Diễn viên            | Bị loại ở "Nhảy 4 bước", Stage 1        |
| 8   | Nhan Phúc Vinh               | Diễn viên            | Bị loại ở "Cú nhảy phi thường", Stage 1 |
| 9   | Diệp Lâm Anh                 | Ca sĩ, diễn viên     | Bị loại ở "Nhảy 4 bước", Stage 1        |

## Special Đội Việt Nam, Đội Nhật Bản & Đội Quốc tế
Special Đội Việt Nam, Đội Nhật Bản và Đội Quốc tế là cuộc đấu giao hữu giữa các thí sinh Việt Nam, Nhật Bản và thế giới, diễn ra ngay khi Stage 1 kết thúc.
Mỗi đội có năm người chơi. Ở mỗi lượt đấu, một thành viên của mỗi đội sẽ thi đấu với nhau, tức là có tối đa 5 lượt cho mỗi stage. Người của đội nào hoàn thành nhanh nhất trong mỗi lượt sẽ giành phần thắng cho đội đó, nếu không thì xem như hoà nhau. Kết thúc mỗi stage, đội giành nhiều lượt thắng nhất sẽ được cộng thêm điểm tương ứng vào kết quả cuối cùng (1 điểm cho Stage 1, 2 điểm cho Stage 2, 3 điểm cho Stage 3 và 4 điểm cho Stage 4). Luật chơi ở từng Stage được áp dụng như ở phần thi cá nhân. Tổng hợp các kết quả, đội nhiều điểm nhất sẽ là đôi thắng cuộc và nhận được giải thưởng 50 triệu đồng. Đội về nhì nhận được 20 triệu đồng.
Lưu ý: Những thí sinh được in đậm là thí sinh chiến thắng ở lượt thi đấu.

### Stage 1B
Stage 1A không được sử dụng để thi đấu quốc tế. 
| Thứ tự | Thành viên Việt Nam | Thành tích           | Thành viên Nhật Bản | Thành tích                   | Thành viên Quốc tế | Thành tích         | Kết quả        |
| ------ | ------------------- | -------------------- | ------------------- | ---------------------------- | ------------------ | ------------------ | -------------- |
| 1      | Vũ Trí Mạnh         | 00:54.14             | Satoru Kishida      | Bị loại ở Cú nhảy phi thường | Alex Krumland      | Bị loại ở Cầu nhím | Việt Nam thắng |
| 2      | Nguyễn Phước Huynh  | Bị loại ở Thang lưới | Seren Murayama      | Bị loại ở Trượt vòng         | Alvin Tan CK       | 00:45.11           | Quốc tế thắng  |
| 3      | Lê Văn Thực         | 00:43.69             | Naoyuki Araki       | 00:47.32                     | David Campbell     | Bị loại ở Cầu nhím | Việt Nam thắng |
| 4      | Trần Văn Anh        | Bị loại ở Cầu nhím   | Tomohiro Kawaguchi  | 00:40.78                     | Mat Redho          | 00:45.65           | Nhật Bản thắng |
| 5      | Nguyễn Việt Dũng    | 00:40.83             | Shuta Nishimura     | 00:49.16                     | Mike Bernardo      | 00:44.24           | Việt Nam thắng |

Kết quả: Việt Nam thắng Stage 1B và nhận 1 điểm.

### Stage 2
| Thứ tự | Thành viên Việt Nam | Thời gian còn lại      | Thành viên Nhật Bản | Thời gian còn lại      | Thành viên Quốc tế | Thời gian còn lại      | Kết quả        |
| ------ | ------------------- | ---------------------- | ------------------- | ---------------------- | ------------------ | ---------------------- | -------------- |
| 1      | Lê Văn Thực         | 00:51:04               | Seren Murayama      | Bị loại ở Thang cá hồi | David Campbell     | Phạm quy ở Cầu chữ X   | Việt Nam thắng |
| 2      | Trần Văn Anh        | 00:40:03               | Shuta Nishimura     | Bị loại ở Thang cá hồi | Mike Bernardo      | 00:51.63               | Quốc tế thắng  |
| 3      | Nguyễn Phước Huynh  | Bị loại ở Thang cá hồi | Naoyuki Araki       | 00:17.47               | Alex Krumland      | 00:31.25               | Quốc tế thắng  |
| 4      | Vũ Trí Mạnh         | 00:19.56               | Satoru Kishida      | Bị loại ở Thang cá hồi | Mat Redho          | Bị loại ở Thang cá hồi | Việt Nam thắng |
| 5      | Nguyễn Việt Dũng    | Bị loại ở Tường cong   | Tomohiro Kawaguchi  | 00:38.66               | Alvin Tan CK       | Bị loại ở Thang cá hồi | Nhật Bản thắng |

Kết quả: Việt Nam và Quốc tế hoà nhau ở Stage 2 và cùng nhận 2 điểm.

### Stage 3
| Thứ tự | Thành viên Việt Nam | Thành tích                   | Thành viên Nhật Bản | Thành tích                 | Thành viên Quốc tế | Thành tích                   | Kết quả        |
| ------ | ------------------- | ---------------------------- | ------------------- | -------------------------- | ------------------ | ---------------------------- | -------------- |
| 1      | Nguyễn Phước Huynh  | 05:35.23                     | Naoyuki Araki       | Bị loại ở Cầu quay         | Mike Bernardo      | Bị loại ở Đu người trên vách | Việt Nam thắng |
| 2      | Vũ Trí Mạnh         | Bị loại ở Cú nhảy của nhện   | Tomohiro Kawaguchi  | 05:45.06                   | Mat Redho          | 09:04.95                     | Nhật Bản thắng |
| 3      | Lê Văn Thực         | 03:04.31                     | Satoru Kishida      | Bị loại ở Đường zigzag     | Alvin Tan CK       | Bị loại ở Lật xúc xắc        | Hoà nhau       |
| 4      | Nguyễn Việt Dũng    | Phạm quy ở Cú nhảy của nhện  | Seren Murayama      | Bị loại ở Đường zigzag     | Alex Krumland      | Bị loại ở Đu người trên vách | Hoà nhau       |
| 5      | Trần Văn Anh        | Bị loại ở Đu người trên vách | Shuta Nishimura     | Bị loại ở Cú nhảy của nhện | David Campbell     | 12:06.02                     | Quốc tế thắng  |

Kết quả: 3 đội hoà nhau ở Stage 3 và cùng nhận 3 điểm.

### Stage 4
| Thành viên Việt Nam | Thành tích | Thành viên Nhật Bản | Thành tích | Thành viên Quốc tế | Thành tích |
| ------------------- | ---------- | ------------------- | ---------- | ------------------ | ---------- |
| Lê Văn Thực         | Hoàn thành | Tomohiro Kawaguchi  | Bị loại    | David Campbell     | Bị loại    |

Kết quả: Việt Nam thắng stage 4 và nhận 4 điểm.
Chung cuộc, Việt Nam thắng tuyệt đối và nhận 50 triệu đồng. Đội Quốc tế về nhì và nhận 20 triệu đồng.